# Pandelís Prevelakis
Pandelís Prevelakis (grec: Παντελής Πρεβελάκης; Réthimno, 18 de febrer 1909 - Atenes, 15 de març 1986) va ser un escriptor i historiador de l'art, considerat un dels grans escriptors de la literatura grega moderna. Va escriure prosa, vers i obres de teatre, a més de traduir un gran nombre de textos de les principals llengües europees. També va destacar en l'assaig i la redacció de treballs acadèmics sobre la història de l'art, especialment l'art del Renaixement italià.
És conegut sobretot per ser un dels representants més importants de la prosa de la Generació del 1930. Entre les seves obres destaquen Crònica d'una ciutat (1938), Poesia nua (1939), Poesia més nua (1941), els tres volums d'El Cretenc (1942-1949), El sol de la mort (1959) i L'àngel dins del pou (1970).

## Biografia
Va néixer el 18 de febrer de 1909 a Réthimno, Creta, on va viure fins als 17 anys. Moltes de les obres que Prevelakis escriurà tindran lloc a Creta, inclòs al seu Réthimno natal.
El 1926 es va traslladar a Atenes i es va matricular a la Facultat de Dret de la Universitat d'Atenes. El 1928 es va canviar a la Facultat de Filosofia i el 1930 va marxar a estudiar a París. Es va llicenciar a l'Escola de Lletres de la Sorbona i en l'Institut d'Art i Arqueologia de París.
Des de l'any 1930 aproximadament, va ser amic i agent del novel·lista i poeta Nikos Kazantzakis, sobre qui va escriure una biografia.
El 1938, va publicar la que probablement és la seva obra més coneguda, Crònica d'una ciutat (Το χρονικό μιας Πολιτείας), una descripció nostàlgica de Réthimno durant el període comprès entre el 1898 i el 1924, un temps de decadència després de l'època d'esplendor comercial. En aquesta obra, Prevelakis descriu els paisatges físics i les històries personals i comunes dels habitants de Réthimno, que es creuen amb esdeveniments històrics i la manera de viure de l'època.
De 1939 a 1975 va ser professor d'història de l'art a l'Acadèmia d'Arts d'Atenes.
El 1939 va publicar una novel·la històrica, La mort dels Medici. Després de la Segona Guerra Mundial va aparèixer el seu Miserable Creta: una crònica de l'aixecament de 1866 (1945); a la qual va seguir la trilogia, El cretenc (1948-1950) (edició revisada de 1965), que tracta els esdeveniments entre 1866 i 1910 i introdueix personatges històrics com Venizelos. En 1959 va treure El sol de la mort, en el qual un nen arriba a un acord amb la mortalitat humana. També va escriure quatre obres de teatre, totes basades en temes històrics.
L'obra de Prevelakis troba inspiració en els valors humans i espirituals, els paisatges i la memòria de Creta i els seus avantpassats. Es va mantenir sempre fidel a aquests valors heretats, fins i tot durant l'edat madura: mentre molts intel·lectuals grecs seguien els corrents culturals del moment com el surrealisme o idees com ara la negació de Déu, Prevelakis s'hi negava, considerant-los modes literàries estrangeres. Hi té una gran importància el record d'una Creta antiga i heroica, que queda reflectida a les obres que va escriure quan vivia a l'estranger i durant l'ocupació alemanya d'Atenes (1941-1944), com Crònica d'una ciutat (1938), Dissortada Creta (1945) i la trilogia El cretenc (1948-1959).
Prevelakis va morir a Ekali Attica el 15 de març de 1986. La seva tomba es troba en Réthymno, en un cementiri prop del cim del pujol al carrer Kazantzakis. Davant de l'Ajuntament de Réthymno, hi ha una estàtua dedicada a ell.